# Анаис Бескон
Анаис Бескон (на френски: Anaïs Bescond) е френска биатлонистка и военнослужеща (сержант).
Тя е световна шампионка в смесената щафета през 2016 г. и петкратна световна вицешампионка .

## Кариера

### Ранна кариера
Родена е в Оне-сюр-Одон на 15 май 1987 г. Започва да се занимава със ски-бягане, когато със семейството си се преместват в Морбие по време на победата на Патрис Баи-Сален на Световното по биатлон през 1995.
Анаис започва да се занимава с биатлон през 2002. Тя прави успешна юношеска кариера. Завършва на подиума пет пъти през 2005, 2006 и 2007 на Световното юношеско първенство по биатлон.

### Навлизане

#### Сезон 2010/2011
След обещаващата юношеска кариера е приета във френския отбор по биатлон и прави дебюта си за Световната купа през сезон на спринта в Осло-Холменколен през, завършвайки на 60-о място. 2007/2008. През следващия сезон най-доброто ѝ класиране е 29-о място в индивидуалния старт в Поклюка. В края на сезона тя завършва 55-а за Световната купа с общо 76 точки.
Но по време на сезон 2010/2011 Бескон започва редовно да се бори за по-предни позиции. Първият ѝ силен резултат е 5-о място по време на спринта в Поклюка. Тя също се качва на първия си подиум за Световната купа на щафетното състезание в Оберхоф в отбор с Мари Дорен Абер, Полин Макаби и Мари Лор Брюне. През същия сезон участва и на първото си Световно първенство, провело се в Ханти-Мансийск. Поради отказването на Сандрин Баи и Силви Бекар тя се присъединява към щафетата и в отбор с медалистките от Ванкувър, Мари Дорен Абер и Мари Лор-Брюне печели първия си медал от Световно първенство в кариерата – сребро. Първоначално французойките завършват трети, но впоследствие се изкачват с позиция нагоре след дисквалифицирането на украинската щафета заради употреба на допинг. В индивидуалните стартове тя завършва 39-а в спринта, 21-ва в преследването, 16-а в индивидуалното и 26-а в масовия старт. На края на сезона Анаис завършва 25-а в крайното класиране за Световната купа.

#### Сезон 2011/2012
Участието ѝ в щафети продължава да е успешно. През сезон 2011/2012 дамската щафета завършва трета в Оберхоф и 1-ва в Антхолц-Антерселва. Тя също е част от смесената щафета в отбор със Софи Бои, Жан-Гийом Беатрикс и Венсан Же, която печели в Контиолахти. На Световното първенство през 2012 в Руполдинг, пак като част от щафетата, съставена от нея, Брюне, Дорен Абер и Бои, печели сребърен медал на 8.9 секунди от Германия. Анаис завършва 17-а в масовия старт, 19-а в спринта, 28-а в преследването и 50-а в индивидуалното. Завършва сезона в Световната купа под номер 30.

### Утвърждаване

#### Сезон 2012/2013
На Световното първенство през 2013 в Нове Место на Мораве, тя завършва 28-а в спринта, 48-а в индивидуалното и 14-а в масовия. А в щафетната надпревара тя прави солиден първи пост, но впоследствие Франция завършва 6-а заради общо 13 допълнителни патрона в стрелбата. По-късно през сезона, тя прави най-доброто си класиране в Световната купа, завършвайки 4-та в масовия старт в Осло-Холменколен. Впоследствие завършва сезона като 21-ва в крайното класиране за Кристалния глобус.

#### Сезон 2013/2014
През сезон 2013/2014 тя се класира 8-а на преследването в Гран Борнан. След това на 16 януари 2014 г. постига първата си победа в кариерата на спринта в Антхолц. Тя изпреварва Андреа Хенкел (0 грешки) и Дария Домрачева (2 грешки). После се качва за първи път на индивидуален подиум. На преследването също завършва 11-а.
На Зимните олимпийски игри 2014 в Сочи по време на спринта тя пропуска първата си мишена, но впоследствие сваля 9/10 и завършва 5-а на изоставане от 29.9 секунди. На последвалото преследване тя завършва 12-а, допускайки две грешки на правите стрелби. После тя се класира 5-а на изоставане от 2 минути и 14 секунди зад Дария Домрачева след 2 пропуска. В последното неотборно състезание, масовия старт тя се движи без грешка до третата стрелба, където пропуска цели три пъти и впоследствие завършва 11-а. На смесената щафета, в отбор с Мари Дорен Абер, Жан-Гийом Беатрикс и Мартен Фуркад, завършват 7-и. На дамската щафета, заради неразположение на Бескон, не участват.
Разболяла се по време на Олимпиадата, тя пропуска спринта в Поклюка. Но се завръща за масовия старт с 20-о място. На последната спирка от Световната купа за сезона, в Осло, тя завършва 10-а в масовия старт. За генералното класирането за купата Анаис завършва 21-ва.

#### Сезон 2014/2015
Сезон 2014/2015 се оказва много успешен за нея. В Йостершунд прави две класирания в топ 20 на спринта и преследването. В Хохфилцен постига подиум на преследването, завършвайки трета, започвайки 8-а от спринта. А в Поклюка постига още един подиум – класира се втора зад Макарайнен. В Оберхоф тя, на последен пост, класира щафетата на второ място в отбор с Марин Бои, Мари Дорен Абер и Жустин Бреза. Тя прави още едно силно класиране на масовия старт в Руполдинг – завършва 5-а. В Нове Место завършва 10-а и 13-а в спринта и преследването. Прави силен уикенд и в Осло – 10-а в спринта, 4-та в преследването и участва във френската щафета, завършила трета.
На Световното първенство в Контиолахти взима сребро в щафетата и смесената щафета в отбор съответно с Енора Латуилие, Жустин Бреза и Мари Дорен и Дорен Абер, Беатрикс и Мартен Фуркад. На индивидуалното завършва 7-а, но прави слаб спринт и не участва на преследването. Но на масовия се събира и завършва 9-а.
Бескон прави приличен край на сезона в Ханти-Мансийск, с класирания 13-о, 9-о и 17-о в съответно спринта, преследването и масовия старт, завършвайки с най-доброто си класиране в Световната купа дотогава – 12-а. В класирането за Малките кристални глобуси остава съответно 16-а за индивидуалното, 7-а за масовия старт, 19-а за спринта и 14-а за преследването.

#### Сезон 2015/2016
Сезон 2015/2016 се развива дори по-успешно за нея. В Йостершунд на индивидуалното завършва 9-а. В Хохфилцен постига 4-то в спринта и 18-о в преследването. След три неубедителни седмици, в които завършва само веднъж в топ 20, в Антхолц се класира 4-та на спринта, 10-а на преследването и 1-ва в щафетата в отбор с Жюстин Бреза, Анаис Шевалие и Мари Дорен Абер. В Кенмор остава 25-а на спринта и 6-а на масовия. В Преск Айл се класира 8-а и 18-а на спринта и преследването.
На Световно първенство по биатлон 2016 тя печели първия си златен медал от световни първенство в смесената щафета на 3 март 2016 в отбор с Мари Дорен, Кентан Фийон Майе и Мартен Фуркад. На индивидуалното печели първия си медал в неотборна дисциплина, оставайки втора зад Дорен Абер на 12 секунди зад нея. В спринта и преследването доброто ѝ представяне продължава с две 12-и места, а после на масовия старт завършва 5-а.
В последния старт от сезона, в Осло, Бескон завършва 8-а и 11-а в спринта и преследването. Така тя реализира най-доброто си крайно класиране за Световна купа – 9-о място. В класирането за Малките кристални глобуси тя завършва 5-а за спринта, 6-а за масовия старт, 8-а на спринта и 15-а на преследването.

## Резултати от състезания

### Олимпийски игри
| Дисциплина     | Индивидуална | Спринт | Преследване | Масов старт | Relay | Смесена щафета |
| -------------- | ------------ | ------ | ----------- | ----------- | ----- | -------------- |
| 2014 Сочи      | 5-о          | 5-о    | 12-о        | 10-о        | DNF   | 6-о            |
| 2018 Пьонгчанг | 31-во        | 19-о   | Бронз       | 17-о        | Бронз | Злато          |

### Световни първенства
7 медала (1 злато, 6 сребра)
| Дисциплина          | Индивидуално | Спринт | Преследване | Масов Старт | Relay  | Смесена щафета |
| ------------------- | ------------ | ------ | ----------- | ----------- | ------ | -------------- |
| 2011 Ханти-Мансийск | 16-о         | 39-о   | 21-во       | 22-ро       | Сребро | —              |
| 2012 Руполдинг      | 53-то        | 19-о   | 28-о        | 17-о        | Сребро | —              |
| 2013 Нове Место     | 48-о         | 20-о   | 23-то       | 14-о        | 6-о    | —              |
| 2015 Контиолахти    | 7-о          | 56-о   | —           | 9-о         | Сребро | Сребро         |
| 2016 Осло           | Сребро       | 12-о   | 12-о        | 5-о         | Сребро | Злато          |